# Hôtel Fontfreyde (centre photographique)
Pour les articles homonymes, voir Hôtel Fontfreyde (homonymie).
L'hôtel Fontfreyde est un  monument historique situé rue des Gras à Clermont-Ferrand et datant en partie du XVIe siècle. Il ne doit pas être confondu avec l'hôtel de Fontfreyde situé au 28, rue Jules-Guesde dans le quartier de Montferrand, à Clermont-Ferrand.
L'hôtel Fontfreyde fait l’objet d’un classement au titre des monuments historiques depuis le 23 mai 1912.
Depuis avril 2010, c'est un centre photographique, qui assure la diffusion d'œuvres contemporaines à travers des expositions monographiques ou collectives, et la production de travaux dans le cadre de résidences.

## Historique
L'hôtel Fontfreyde est situé sur le flanc ouest de la butte de Clermont-Ferrand, dans un ancien quartier médiéval. Il est bordé au sud par la rue des Gras, au nord par la place Saint-Pierre et à l'est par la petite rue Saint-Pierre. La rue des Gras est un des axes majeurs de la cité médiévale. Les gradins ou paliers, qui permettent de franchir le haut de la rue, sont à l'origine du nom de la rue. Au XVe siècle, la rue subit un exhaussement de quatre mètres. Les parties en rez-de-chaussée ou les caves semi-enterrées des bâtiments deviennent alors des caves. Quant aux gradins, ils sont détruits en 1796.
L'hôtel Fontfreyde a connu différentes fonctions et usages avant de devenir un centre photographique. Son architecture reflète des différents changements opérés durant son histoire. Il est composé de deux corps de logis réunis entre eux par un escalier en vis, surmonté d'une tourelle, l'hôtel Fontfreyde présente toutes les caractéristiques d'une demeure de la Renaissance. La petite cour donnant sur la rue Saint-Pierre présente deux superbes façades typiques de la seconde moitié du XVIe siècle. Les baies des différents étages sont encadrées par des pilastres d'ordre dorique, ionique et corinthien pour le dernier étage. La toiture est agrémentée d'une lucarne, encadrée par des pilastres corinthiens, et surmontée d'un décor fait d'un masque de rinceaux et de pomme de pin. L'escalier en vis, qui fait la jonction entre les deux corps de logis, est surmonté d'une tourelle dont la toiture est percée de deux lucarnes. Les rampes de chaque étage sont décorées, côté cour, de bas reliefs et de blasons.
L'hôtel Fontfreyde a connu de nombreuses modifications architecturales depuis sa reconstruction au XVIe siècle. Il garde cependant des caractéristiques de l'architecture de la Renaissance. Des relevés précis ont été réalisés en 2001, qui prouvent l'existence d'un bâtiment dès la fin du Moyen Âge. L'étude archéologique réalisée dans les caves de l'hôtel Fontfreyde en 2001 a mis au jour des niveaux d'occupation antique des Ier et IIe siècles apr. J.-C., à 0,80 m au-dessous du niveau du sol de la cave située dans la partie sud du bâtiment. Cette cave constitue la partie inférieure d'un bâtiment construit au XIIIe siècle. Elle correspondait à un rez-de-chaussée ou à une cave semi-enterrée avant que la rue des Gras ne subisse un exhaussement au XVe siècle. Par ailleurs, les archéologues ont démontré qu'un hôtel, issu de la réunion de plusieurs bâtiments, existait dès la fin du Moyen Âge. Les pièces étaient organisées autour d'une petite cour intérieure pavée avec caniveaux, puits et départs d'escaliers.
L'hôtel Fontfreyde a régulièrement changé de propriétaires. Début XVIe siècle, il appartient à la famille Coustave. C'est probablement Raymond de Coustave qui fit construire dans la deuxième moitié du XIVe siècle ce bel hôtel particulier. Du bâtiment d'origine nous est parvenu le plan d'ensemble et la disposition des différents corps de logis. Au XVIe siècle, Gabriel de Fontfreyde, marchand clermontois, achète l'édifice et le reconstruit. Gabriel Fontfreyde commença, pour que nul ne doute de son œuvre, à sculpter à la clef de l'arc d'entrée de la boutique sur la rue des Gras ses armes : de gueules à trois troncs écotés d'or, qu'il brisa d'un chef d'argent à la hure de sanglier de sable qui rappelait celle de sa femme Gabrielle Gayte. A Gabriel Fontfreyde nous devons, vraisemblablement, l'ordonnance générale de cet immeuble, sur la rue des Gras la porte d'entrée aux lignes si pures et au mascaron si énergique et si caractéristique de l'époque, et aussi l'arc de la boutique et les pilastres l'accompagnant. Sur la cour, il éleva les trois façades avec leurs lignes impeccables, leurs sculptures si fines et leurs galeries superposées. Pour desservir les étages, il avait établi un escalier en vis, probablement semblable à celui que nous voyons, mais sûrement plus étroit, comme le prouve, à la galerie du premier étage, la base d'un quatrième pilastre qui aujourd'hui se trouve pris dans le mur circulaire de l'escalier actuel monté devant lui. Peu de temps après, Gabriel laisse son hôtel à son fils, Jean de Fontfreyde qui, pour un motif que l'on ignore, remonte de fond en comble son escalier en l'élargissant. En même temps que son escalier, Jean remonte la charpente du corps de logis sur la rue des Gras et l'établit à haute futaie. Mais cette charpente n'est pour Jean que l'accessoire, ce qu'il apprécie le plus dans sa restauration, c'est son escalier qui donne tant d'élégance à son hôtel. Il en est fier et tient à le signer. A l'appui de la première volée il fait d'abord figurer les armes mises par son père, et tout à côté, pour que son œuvre ne soit pas confondue avec celle de ce dernier, il accompagne ce premier écu d'un second rappelant son alliance avec Marie de Cistel.  Ainsi cet hôtel est bien daté, la majeure partie de quelques années avant 1578 et l'escalier un peu postérieurement à cette année, époque du mariage de Jean de Fontfreyde avec Marie de Cistel, mais toutefois antérieurement à 1588, date à laquelle Jean était décédé puisqu'à ce moment Pierre de Fontfreyde, son cousin était nommé curateur de sa succession.
De la famille Fontfreyde, l'édifice passe à la famille Dumas de Labro. C'est probablement aux Dumas que nous devons attribuer au XVIIe siècle la transformation des étages rue des Gras.  En 1770, Étienne-Gabriel Dumas de Labro vend l'immeuble à Antoine Rongier, marchand, bourgeois de la Ville. En 1817, Bertrand Rongier, fils d'Antoine, cédait la maison à François Bony, demeurant à Lyon. En 1824, Côme-Damien-Simon Nicolas, ancien notaire, acquit l'hôtel de François Bony pour 50 000 francs. En 1825, il le cédait pour 62 000 francs au Marquis de Montaignac de Saint-Sandoux. La cousine de ce dernier, la Comtesse de Saisseval, ayant recueilli cette maison dans sa succession, le 3 septembre 1825, la revendit en 1877, à M. Deschelettes, à la famille duquel la ville l'acheta.
La Ville de Clermont-Ferrand achète, avec l'aide de l'État, le bâtiment en avril 1912 et, le 23 mai de la même année, il est classé monument historique. D'abord envisagés en 1914, mais repoussés à cause de la guerre, des travaux de restauration extérieure et intérieure sont entrepris à partir de 1920. L'architecte en chef des monuments historiques, Gabriel Ruprich-Robert dessine des plans que le clermontois Louis Jarrier se charge d'exécuter. Toutes les menuiseries qui fermaient l'escalier en vis sont ôtées. La construction anachronique donnant sur la petite rue Saint-Pierre est habillée en pierre de Volvic et de nouvelles ouvertures sont pratiquées. La galerie du premier étage reçoit des vitraux exécutés par le maître-verrier clermontois Adrien Baratte, ils retracent l'historique de l'hôtel grâce aux différents blasons peints. Outre ceux des Gayte, des Fontfreyde, des Cistel et des Dumas de Labro, se trouvent également les armes de Clermont, de Montferrand, du comté d'Auvergne et de Catherine de Médicis comme d'Auvergne à qui Clermont doit son rang de capitale. Enfin, en 1934, à la suite de la construction du marché Saint-Pierre, la façade nord fut alignée sur les autres édifices la côtoyant. Seule la baie centrale est du XVIe siècle, les deux autres sont des copies à l'identique. Le plan de l'édifice reprend alors le modèle médiéval de corps de logis sur rue et de galeries sur cour. Le premier niveau s'ouvre par un arc en anse de panier et un arc en plein cintre, encadrés de pilastres doriques. Cette première ouverture est accostée d'un second arc, en plein cintre, qui donnait accès à la cour et aux logis. Les galeries et la façade sur cour présentent un habillage dans l'esprit de la seconde Renaissance, avec ses ordres antiques superposés: dorique, ionique et corinthien. Les ordres antiques superposés révèlent l'influence des "traités d'architecture", d'où la dénomination "maison des architectes" de l'hôtel Fontfreyde.
La municipalité de Clermont-Ferrand, devenue propriétaire en 1912, y ouvre en 1921 un musée d'Histoire et d'Art local avec l'aide de l'association "Ancienne Auvergne" fondée par Henri du Ranquet (1856-1944), archéologue et historien, conservateur des antiquités et objets d'art du Puy-de-Dôme. Dans les années 1960, le musée acquiert le statut de musée contrôlé par l'État, permettant ainsi le développement des collections. En 1989, le musée ferme car la majeure partie des collections trouvent leur place dans les autres musées de la ville notamment au musée Lecoq ou au musée Bargoin.
Le musée du Ranquet n'assurant plus ses missions, il devient un lieu de diffusion artistique et culturelle. Le lieu est rebaptisé hôtel Fontfreyde, retrouvant ainsi le nom des propriétaires qui ont construit ce fleuron de l'architecture Renaissance. Dans les années 2000, le lieu accueille des expositions temporaires de la Ville de Clermont-Ferrand et une programmation festivalière.
Dans le cadre d'une politique culturelle axée sur l'image, la Ville de Clermont-Ferrand choisit de faire de l'hôtel Fontfreyde un lieu consacré à la photographie. Des travaux sont entrepris dans les salles pour permettre de présenter les œuvres dans les meilleures conditions, tout en préservant l'authenticité du lieu. Au printemps 2010, l'hôtel Fontfreyde - Centre photographique ouvre ses portes. L'hôtel Fontfreyde devient un lieu de diffusion artistique et culturelle. Tout au long de l'année, la programmation est composée de trois à quatre expositions par an, dont les résidences photographiques de la Ville.

## Projet artistique

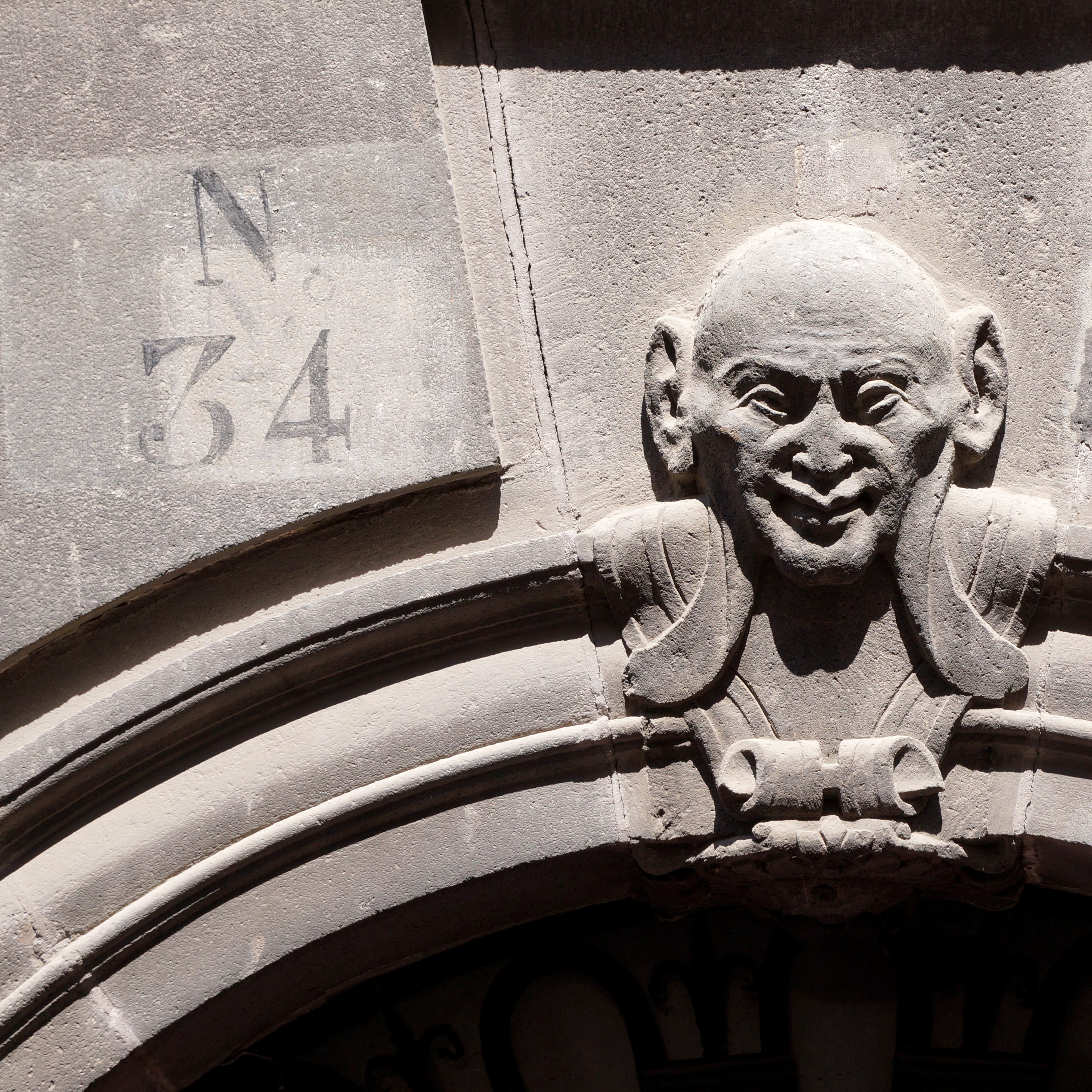
Détail de la façade.

Depuis sa réouverture en tant que centre photographique en avril 2010, après une rénovation quasi complète, l'hôtel Fontfreyde présente une nouvelle exposition tous les quatre mois environ. Il est également un des lieux d'exposition du Festival Nicéphore + qui a lieu tous les deux ans.
L'hôtel Fontfreyde est un centre consacré à la photographie qui propose une programmation à partir de deux axes : des projets originaux conçus par des commissaires invités et des expositions monographiques d'artistes professionnels. Ce centre, conçu comme un espace de réflexion sur la place de la photographie dans le champ de la création contemporaine, aborde celle-ci comme un médium non exclusif, ouvert sur d'autres pratiques artistiques. La programmation privilégie la photographie contemporaine et plasticienne, qui concilie réflexion sur le réel et recherche esthétique, tout en laissant régulièrement une place à la photographie historique. L'hôtel Fontfreyde programme, à travers des expositions temporaires, chaque année des expositions proposant à la fois des artistes confirmés et des talents émergents.
L'hôtel Fontfreyde assure à la fois la diffusion d'œuvres contemporaines dans le cadre d'expositions monographiques ou collectives, la production de travaux dans le cadre de résidences, l'édition d'ouvrages, l'organisation de rencontres avec les artistes et des actions de médiation.
L'objectif de cet équipement culturel est d'ancrer la photographie dans le paysage culturel et artistique de Clermont-Ferrand. Ses expositions, son espace de documentation, les éditions d'ouvrage qu'il édite régulièrement ainsi que ses actions de médiation ont pour objectif d'éveiller la curiosité et de développer les connaissances des publics.

## La résidence photographique
Depuis 2004, la Ville de Clermont-Ferrand confie à un photographe de renom le soin de porter un regard libre et attentif sur le thème de la ville en mettant en valeur son paysage, son environnement, ses habitants. Aujourd'hui, cette résidence évolue pour placer au cœur de son propos les notions de rencontre et d'échange entre un photographe et les habitants du territoire. Depuis 2012, le centre photographique pilote les résidences.
La résidence est une démarche artistique et civique qui vise à dresser un portrait original de la ville et à constituer un fonds photographique de référence témoignant des évolutions de l'agglomération clermontoise, afin de constituer une mémoire photographique de la ville. Outre ses qualités artistiques, le fonds joue un rôle capital de témoin de la mémoire clermontoise.
Les objectifs de la résidence sont de soutenir la création photographique contemporaine en proposant des conditions techniques et financières pour qu'un artiste puisse mener une recherche personnelle sur le territoire de la ville, d'enrichir, à partir d'œuvres produites, un fonds représentatif de la création photographique contemporaine et de susciter une rencontre avec les publics par le biais d'un projet artistique.

### Résidents
Depuis 2004, la ville de Clermont-Ferrand accueille un photographe en résidence et le centre édite des catalogues pour garder une trace de ce regard sur la ville, ses paysages, son environnement, ses habitants. 
Les lauréats sont : Charles Fréger (2004), Bogdan Konopka (2005), Éric Baudelaire (2006),Jürgen Nefzger (2007), Véronique Ellena (2008), Martin Kollar (2009), Christophe Bourguedieu (2010),John Davies (2011), Bertrand Meunier (2012), Thibaut Cuisset (2013), Anne-Marie Filaire (2014), Bruno Boudjelal (2015-2016), Bernard Plossu (don à la ville), Marion Poussier (2018), Pascal Aimar (2019-2020), Patrick Tourneboeuf (2020-2021), Béatrix von Conta (2021), Stéphanie Lacombe (2022), Alexis Cordesse (2023).

## Catalogues d'expositions
- Entretemps (photogr. Patrick Tournebœuf), Chantepie, Les éditions de Juillet, 2025, 128 p. (ISBN 978-2-36510-133-2)
- Grand remix urbain : [exposition, Clermont-Ferrand, Hôtel Fontfreyde-Centre photographique, 14 octobre 2021-22 janvier 2022, organisée en collaboration avec l'Entreprise Michelin et l'ÉSACM, École supérieure d'art de Clermont métropole], Brest, Éditions autonomes, 2021, 64 p. (ISBN 978-2-490487-19-6)
- Tu me loves ? (photogr. Marion Poussier, texte Sonia Chiambretto), Landébaëron, Filigranes éditions, 2021, 80 p. (ISBN 978-2-35046-504-3)
- Extrêmes (photogr. Anne-Marie Filaire, texte Bernard Chambaz), Clermont-Ferrand, Ville de Clermont-Ferrand, 2015, 59 p. (BNF 45672759)
- Ecarts (photogr. Thibaut Cuisset, texte Jean Attali), Paris, Loco, 2014, 38 p.
- Hidden river (trad. Rodney Coward, photogr. John Davies, texte Armelle Canitrot), Paris, Loco, 2013, 54 p.
- Humaine (photogr. Marc Pataut), Le Point du Jour, 2012, 160 p.
- La Montagne (photogr. Christophe Bourguedieu, texte Michel Poivert), Paris, Loco, 2012, 63 p.
- Cahier (photogr. Martin Kollar), Editions Diaphane, 2011, 39 p.
- L'Argent (photogr. Véronique Ellena, texte Florence Buttay), Editions Diaphane, 2010, 83 p.
- Nocturnes (photogr. Jürgen Nefzger), Ostfildern, Hatje Cantz, 2008, 127 p. (ISBN 9783775723343)
- Site displacement / Déplacement de site (photogr. Eric Baudelaire, textes Guillaume Désanges et Eric Baudelaire), Archibooks et Sautereau Editeur, 2008, 62 p.
- Louis Tinayre, artiste reporter, 1861-1942 : du pôle à l'équateur (catalogue rédigé par Anne Beauchef-de Bussac), Clermont-Ferrand, Impr. G. de Bussac, 2006, 135 p.
- 2Nelson (photogr. Charles Fréger, texte Bill Kouwenhover), POC éditions, 2005, 36 p.

## Pour approfondir